# 感性アナライザ
感性アナライザとは脳波の情報を取得、分析する簡易型評価装置。

## 概要
慶應義塾大学の満倉教授と電通サイエンスジャムによって開発された脳波計より取得した感性（興味、好き、ストレス、集中、沈静）が分析可能な簡易型評価キット。
脳波計測デバイスとタブレットにセットされたアプリケーションのみで計測実施が可能なため、場所を選ばず計測でき結果はリアルタイムにグラフで確認できる他、CSV形式でエクスポートしてより詳細な分析を行うことも可能。分析結果は、商品開発、エビデンス構築、PR施策等、幅広い分野での活用が可能。。

## 用途
これまでは数値化の困難だった感情や深層心理を数値化することにより、商品開発、市場調査、費用対効果の確認などに利用される。さらにヘッドギアに備えられたカメラと視線計測装置を組み合わせてより詳しく調べることもできる。
ヘッドギアとAndroidのみで構成されており、持ち運びが可能なため、どこででも計測結果をリアルタイムでグラフで確認できるだけでなく、CSV形式で書き出すこともできる。